# Marie-Pier Préfontaine
Marie-Pier Préfontaine (Sainte-Agathe-des-Monts, 18 oktober 1988) is een voormalige Canadese alpineskiester die is gespecialiseerd in de reuzenslalom. Ze nam tweemaal deel aan de Olympische Spelen en haalde hierbij geen medaille.

## Carrière
Préfontaine maakte haar wereldbekerdebuut in oktober 2006 tijdens de reuzenslalom in Semmering. Ze stond nooit op het podium van een wereldbekerwedstrijd.
Op de Olympische Winterspelen 2010 nam ze deel aan de reuzenslalom waar ze goed was voor een 29e plaats. Vier jaar later, op de Olympische Winterspelen 2014 in Sotsji werd Préfontaine 20e op de Super G.
Op 17 mei 2016 kondigde Préfontaine haar afscheid van de topsport aan.

## Resultaten

### Wereldkampioenschappen
| Jaar | Plaats                 | Resultaten                   |
| ---- | ---------------------- | ---------------------------- |
| 2009 | Val-d'Isère            | DNS1 Slalom 35e Reuzenslalom |
| 2011 | Garmisch-Partenkirchen | 24e Super G 24e Reuzenslalom |
| 2013 | Schladming             | 28e Super G 28e Reuzenslalom |
| 2015 | Vail/Beaver Creek      | 27e Reuzenslalom             |

### Olympische Spelen
| Jaar | Plaats    | Resultaten                    |
| ---- | --------- | ----------------------------- |
| 2010 | Vancouver | 29e Reuzenslalom              |
| 2014 | Vancouver | 20e Super G DNF1 Reuzenslalom |

### Wereldbeker

#### Eindklasseringen
| Seizoen   | Algm | RS  | SG  | SC  |
| --------- | ---- | --- | --- | --- |
| 2009/2010 | 125e | 48e | -   | -   |
| 2010/2011 | 86e  | 27e | -   | -   |
| 2011/2012 | 86e  | 40e | 38e | -   |
| 2012/2013 | 73e  | 28e | -   | -   |
| 2013/2014 | 74e  | 25e | -   | -   |
| 2014/2015 | 57e  | 15e | -   | -   |
| 2015/2016 | 67e  | 26e | -   | 48e |